# BBC Films
BBC Film es una división de la BBC encargada de realizar y producir películas. BBC Film ha producido algunas de las películas de mayor éxito en el Reino Unido, incluyendo Quartet, Salmon fishing in the Yemen, Mi semana con Marilyn, Jane Eyre, In the Loop, An Education, Fish Tank, Nativity!, Iris, Notes on a Scandal, Billy Elliot, entre otras.

## Producciones

### 2023
- Allelujah
- Blue Jean
- The Damned Don't Cry (Les damnés ne pleurent pas)
- The Eternal Daughter
- Giraffe
- God's Creatures
- Medusa Deluxe
- My Eyes Are Up Here
- The Old Oak
- Pretty Red Dress
- Rye Lane
- Scrapper

### 2022
- Aftersun
- Aisha
- Ali & Ava
- Benediction
- Cow
- Here Before
- Homebound
- The Lost King
- Maryland
- The Phantom of the Open
- The Souvenir: Part II
- Triangle of Sadness
- True Things

### 2021
- After Love
- Ammonite
- Can't Get You Out Of My Head
- ear for eye
- Herself
- The Mauritanian
- The Nest
- People Just Do Nothing: Big in Japan
- Pirates
- The Power of the Dog
- Supernova
- Surge
- Sweetheart
- Together

### 2020
- Aisha and Abhaya
- Body of Water
- His House
- Little Joe
- Looted
- Lynn + Lucy
- Make Up
- Misbehaviour
- Mogul Mowgli
- Monsoon
- Never Rarely Sometimes Always
- One Way to Denmark
- Perfect 10
- The Roads Not Taken
- Run
- Small Axe
- Strasbourg 1518

### 2019
- The Aftermath
- Be Still My Beating Heart
- Blue Story
- The Boy Who Harnessed the Wind
- Dawn in the Dark
- Dirty God
- The Fall
- Horrible Histories: The Movie - Rotten Romans
- In Fabric
- Judy
- Mari
- Out of Blue
- Sorry We Missed You
- The Souvenir
- Stan & Ollie
- Teddy Pendergrass: If You Don't Know Me
- The White Crow
- Yuli

### 2018
- A Christmas Carol
- Apostasy
- The Children Act
- Evelyn
- Happy New Year, Colin Burstead
- The Happy Prince
- Love
- The Mercy
- On Chesil Beach
- VS.
- Yardie

### 2017
- Breathe
- City of Tiny Lights
- Dancer
- Denial
- Grace Jones: Bloodlight and Bami
- Jawbone
- Lady Macbeth
- Mindhorn
- The Sense of an Ending
- Spaceship
- Stockholm My Love
- Their Finest
- Viceroy's House
- Victoria and Abdul
- Williams

### 2016
- A United Kingdom
- Absolutely Fabulous: The Movie
- David Brent: Life on the Road
- Florence Foster Jenkins
- I, Daniel Blake
- The Levelling
- The Library Suicides / Y Llyfrgell
- The Lighthouse
- My Scientology Movie
- Norfolk
- The Ones Below
- Swallows and Amazons
- Versus: The Life and Films of Ken Loach

### 2015
- X + Y

- Suite Francaise

- Scoop

- Man Up

- London Road

- The Lady in the Van

- Just Jim

- The Goob

- Far From the Madding Crowd

- The Falling

- The Face of an Angel

- Brooklyn

- Bill

- Being AP

- A Little Chaos

- Testament of Youth
- Mr. Holmes
- Woman in Gold

### 2014
- Mrs. Brown's Boys D'Movie
- A Long Way Down
- The Invisible Woman

### 2013
- Philomena
- Saving Mr. Banks
- Dom Hemingway
- Walking with Dinosaurs

### 2012
- Quartet
- Shadow Dancer
- Spike Island
- Blood
- Good Vibrations
- Great Expectations
- In the Dark Half

### 2011
- The Awakening
- Brighton Rock
- West Is West
- Jane Eyre
- Coriolanus
- My Week with Marilyn
- Project Nim
- Perfect Sense
- Salmon fishing in the Yemen
- Tenemos que hablar de Kevin

### 2010
- Made in Dagenham
- Tamara Drewe
- Edge of Darkness
- StreetDance 3D

### 2009
- Nativity!
- The Men Who Stare at Goats
- Tormented
- Frequently Asked Questions About Time Travel
- The Damned United
- In the Loop
- Bright Star
- The Boys Are Back
- An Education